# إليزابيتا كاناليس
إليزابيتا كاناليس (بالإيطالية: Elisabetta Canalis)‏ هي ممثلة إيطالية (من مواليد 12 سبتمبر 1978 ) في ساساري.

## روابط خارجية
- إليزابيتا كاناليس على موقع IMDb (الإنجليزية)
- إليزابيتا كاناليس على موقع روتن توميتوز (الإنجليزية)
- إليزابيتا كاناليس على موقع أول موفي (الإنجليزية)
- إليزابيتا كاناليس على موقع قاعدة بيانات الفيلم (الإنجليزية)